# Accadde a Brooklyn
Accadde a Brooklyn (It Happened in Brooklyn) è un film del 1947 diretto da Richard Whorf.

## Trama
Danny Webson Miller è un soldato che sta per finire il suo servizio militare. La guerra è finita e lui si trova in Inghilterra, dove viene presentato a Jamie Shellgrove, il nipote del duca di Dunstable. Danny è un musicista jazz e, quando il duca gli confida che vorrebbe che il nipote superasse la sua innata timidezza, Danny invita Jamie a Brooklyn.
Ritornato in patria, il primo giorno a Brooklyn Danny incontra Anne Fielding, una giovane cantante che insegna musica nella scuola che lui ha frequentato da ragazzo. Per lui è il classico colpo di fulmine. Danny però deve risolvere una serie di problemi legati al ritorno nella vita civile, primo tra tutti quello di trovare un posto dove abitare. Un vecchio compagno, Nick Lombardi, che ora fa il bidello nella scuola, lo invita a stare da lui finché non avrà trovato un'altra sistemazione.

## Produzione
Il film fu prodotto dalla Metro-Goldwyn-Mayer, casa che strappò il contratto a Frank Sinatra (al suo terzo film con la MGM) dalla rivale RKO grazie a Louis B. Mayer, il quale era un suo grande ammiratore.

## Distribuzione
Distribuito dalla Metro-Goldwyn-Mayer, uscì nelle sale cinematografiche USA il 7 aprile 1947 dopo essere stata presentata a New York il 13 marzo 1947, mentre in Italia uscì nel settembre 1951.

## Colonna sonora
Il film contiene sei canzoni scritte da Sammy Cahn e Jule Styne, tra le quali:
- Whose Baby Are You, eseguita da Frank Sinatra e in un secondo momento da Peter Lawford
- The Song's Gotta Come From the Heart, eseguita da Sinatra e Durante
- The Brooklyn Bridge, eseguita da Frank Sinatra
- I Believe, eseguita da Frank Sinatra, Jimmy Durante e Bobby Long
- Time After Time, eseguita da Frank Sinatra e in un secondo omento da Kathryn Grayson
- It's the Same Old Dream, eseguita da Frank Sinatra

Altre opere classiche quali:
- Una sinfonia di Felix Mendelssohn
- L'Invenzione n. 1 di Johann Sebastian Bach, eseguita da Kathryn Grayson e Frank Sinatra
- Là ci darem la mano dal Don Giovanni di Wolfgang Amadeus Mozart, eseguita da Kathryn Grayson e Frank Sinatra
- L'Aria delle Campanelle dal Lakmé di Léo Delibes, eseguita da Kathryn Grayson

Le musiche al pianoforte vennero eseguita dall'allora diciassettenne André Previn, in cui tuttavia non compare.